# Пролив Евгенова
Пролив Евгенова — пролив в Северном Ледовитом океане, отделяет остров Большевик от острова Старокадомского (Северная Земля). Соединяет пролив Вилькицкого и море Лаптевых.
Длина около 40 км. Ширина около 30 км. Глубина до 204 м. Берег на острове Большевик обрывистый, гористый, покрыт ледниками (ледник Ленинградский). Покрыт льдом большую часть года.
На побережье выделяются мысы Евгенова и Морозова (остров Большевик), Конечный, Западный и Майский (остров Старокадомского). В пролив впадает много ручьев. В восточной части пролива находится бухта Яковкина.
Назван в честь мореплавателя и исследователя Арктики Николая Ивановича Евгенова.
Пролив находится в акватории Красноярского края.